# 白神岳登山口站
白神岳登山口站（日语：／ Shirakamidake-tozanguchi eki */?）位於青森縣西津輕郡深浦町大字黑崎字宮崎，是JR東日本五能線的車站。

## 歷史
隨着近年五能線在2000年（平成12年）時變成觀光路線，本車站的名稱也改為白神岳登山口站。
- 1952年（昭和27年）6月1日 - 日本國有鐵道的陸奧黑崎站在西津輕郡岩崎村開業[1]。
- 1987年（昭和62年）4月1日 - 國鐵分割民營化時成為JR東日本的車站。
- 2000年（平成12年）12月2日 - 本站改稱白神岳登山口站[1]。
- 2010年（平成22年）4月1日 - 本站由被深浦站管理變成由五所川原站管理。

## 車站構造
本站為地面車站。月台為側式月台，不能進行列車交換。車站本體為小型的等候室。
本站為無人站，由五所川原站管理。

## 車站周邊
- 白神岳登山口[1]
- 黑崎簡易郵政局
- 深浦町立岩崎小學
- 國道101號線

## 相鄰車站
東日本旅客鐵道
■五能線
大間越－白神岳登山口－松神

## 備註
1. 1 2 3 4 5 6 7 8 9 10 11  . 週刊朝日百科. 31号 青森駅・弘前駅・深浦駅ほか. 朝日新聞出版. 2013-03-17: 25 （日语）.

## 外部連結
- 白神岳登山口站 （页面存档备份，存于）（各駅情報） - 東日本旅客鐵道（日語）